# Johanna Hedenberg
Lisa Johanna Katarina Hedenberg, född 26 juni 1968, är en svensk översättare. Hon översatte sin första bok 1991 och efter att under ett drygt decennium ha arbetat som facköversättare och översättare av EU-texter översätter Hedenberg sedan slutet av 00-talet åter skönlitterär prosa, från franska, italienska och spanska. Hon har även undervisat i franska på översättarprogrammet vid Uppsala universitet och var 2014–2015 ordförande i Översättarsektionen inom Sveriges författarförbund. Den mest uppmärksammade av de författare hon ägnat sig åt torde vara Elena Ferrante.

## Översättningar (urval)
- Yvette Gayrard-Valy: Fossil: avtryck från svunna världar (Les fossiles, empreinte des mondes disparus), serie ”En värld av vetande” (Bergh, 1991)
- Giovanni Mariotti: Matilde (Matilde) (Anamma, 1994)
- Claude Izner: Mordet i Eiffeltornet (Mystère rue des Saints-Pères) (Kabusa, 2010)
- Tiziano Scarpa: Venedig är en fisk (Venezia è un pesce) (Laurella & Wallin, 2011)
- Diego Marani: Ny finsk grammatik: roman (Nuova grammatica finlandese) (Karneval, 2012)
- Silvia Avallone: Stål (Acciaio) (Natur & Kultur, 2012)
- Frédérique Deghelt: Dagarna med farmor (La grand-mère de Jade) (Lind & Co, 2013)
- Silvia Avallone: Marina Bellezza (Natur & Kultur, 2015)
- Italo Calvino: Stigen där spindlarna bygger bon (Natur & Kultur, 2016)
- Elena Ferrante: Neapelkvartetten – Min fantastiska väninna. Bok 1, Barndom och tonår (Norstedts förlag, 2016)
- Elena Ferrante: Neapelkvartetten – Hennes nya namn. Bok 2, Ungdomsår (Norstedts förlag, 2017)
- Elena Ferrante: Neapelkvartetten – Den som stannar, den som går. Bok 3, Åren mitt i livet (Norstedts förlag, 2017)
- Elena Ferrante: Neapelkvartetten – Det förlorade barnet. Bok 4 Medelålder och åldrande (Norstedts förlag, 2017)